# Sneeuwbes
De sneeuwbes (Symphoricarpos albus) is een struik, die behoort tot de kamperfoeliefamilie (Caprifoliaceae).  De soort weet zich met zijn worteluitlopers gemakkelijk uit te breiden en kan zo de aanwezige inheemse ondergroei verdringen. De sneeuwbes is daarom in Europa te beschouwen als een invasieve exoot. De bessen zijn giftig doordat ze saponinen bevatten.
De bessen worden gemeden door de meeste vogels, al doen fazanten op het platteland zich er graag aan tegoed.

## Kenmerken
De struik wordt tussen de 1 en 3 m hoog en vormt worteluitlopers. De (aan de onderkant blauwgroene) ronde tot elliptische bladeren zijn 3-7 cm lang. De bloei is van juni tot september, de bloemkleuren zijn roze en wit. De bloeiwijze is een aar. De vrucht is een witte, 1-1,5 cm grote bes. De bessen zitten vol met zaden.

## Verspreiding
De plant komt van nature voor in Noord-Amerika. Hij wordt in Noordwest-Europa veel aangeplant in parken, plantsoenen en tuinen, soms als haag.

## Plantenassociaties
De sneeuwbes komt voor in de volgende plantenassociaties: Slangenkruid-associatie, Zevenblad-associatie,	Associatie van Sleedoorn en Eenstijlige meidoorn, Beuken-Zomereikenbos, Abelen-Iepenbos, Essen-Iepenbos. Meidoorn-Berkenbos en Vogelkers-Essenbos.

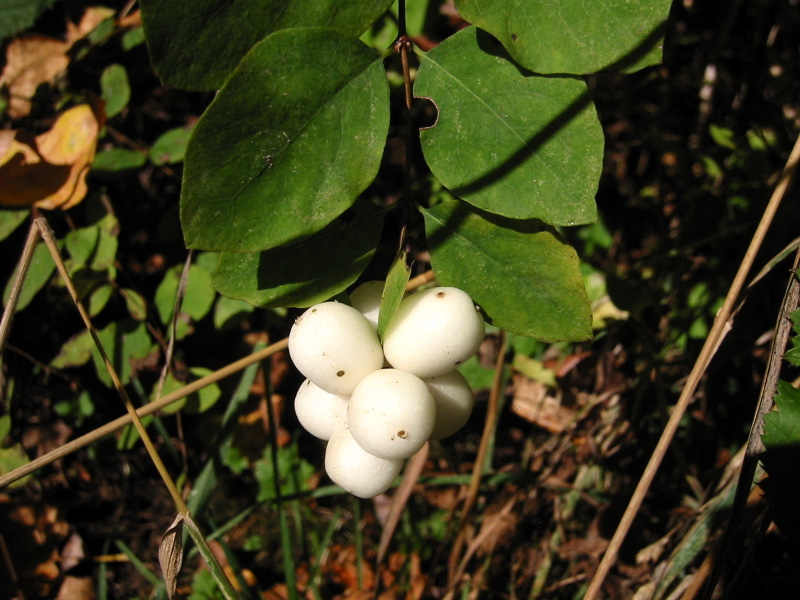
Vruchten
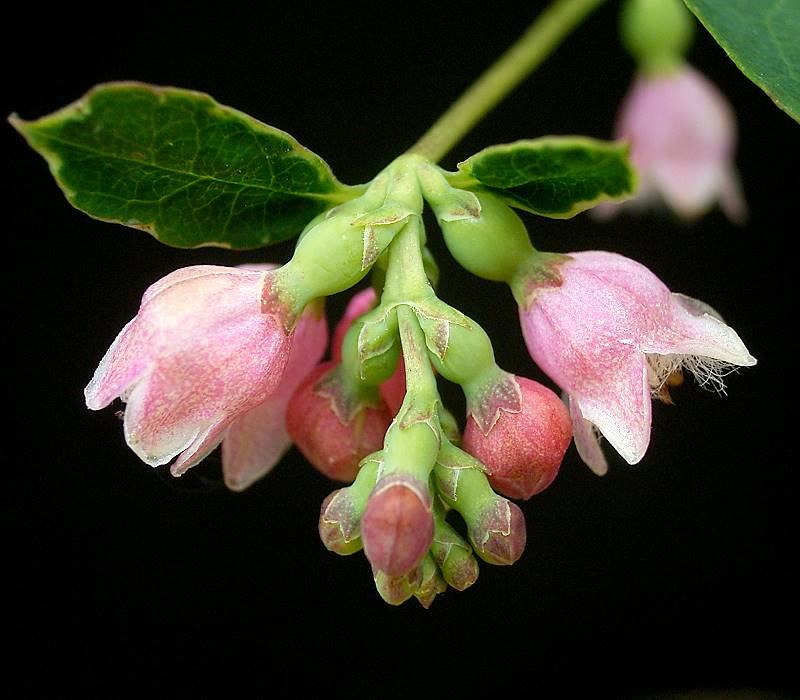
Bloeiwijze
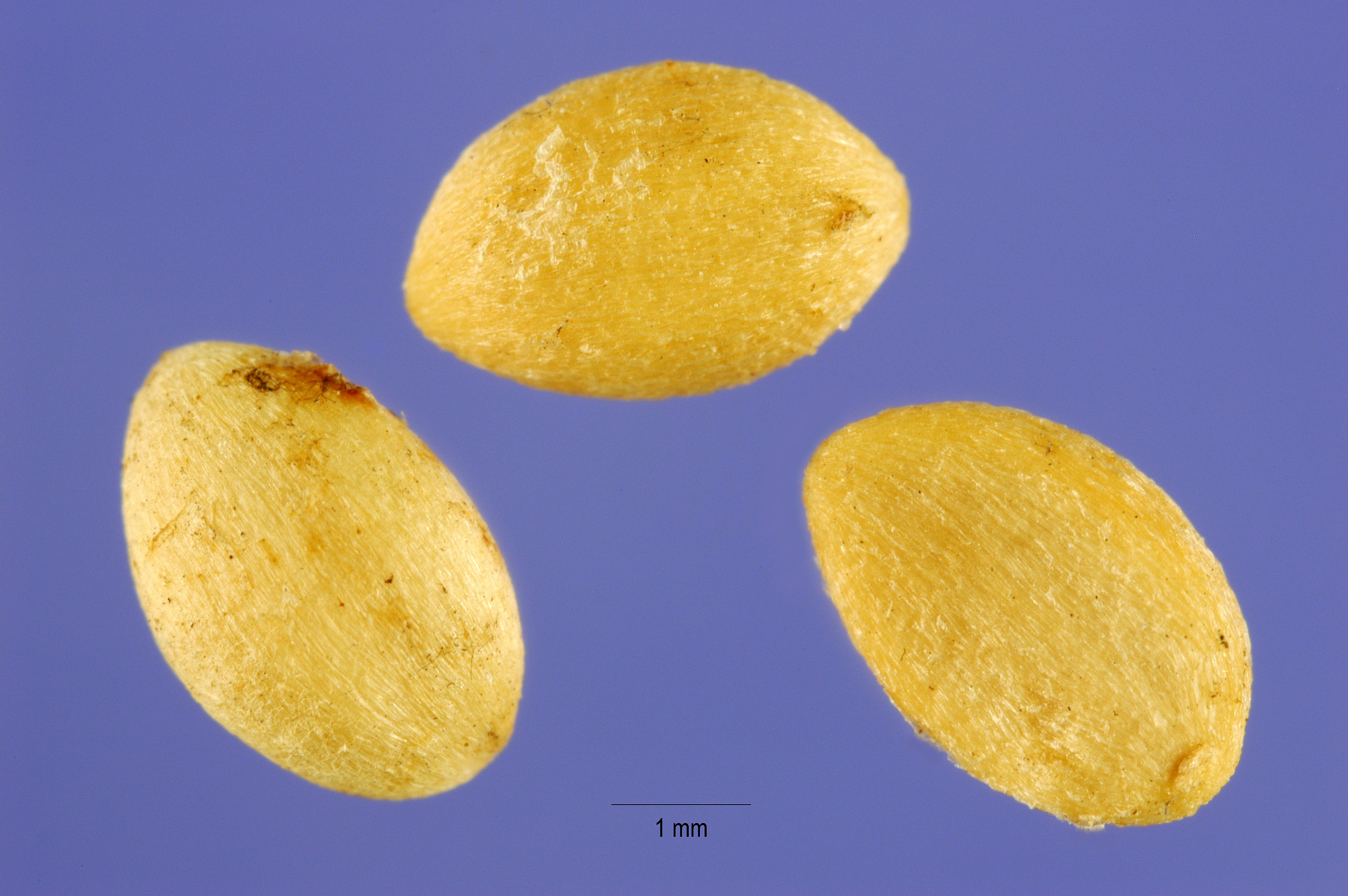
Zaden